# Melocanninae
Sous-tribu
Les Melocanninae sont une sous-tribu de plantes monocotylédones de la tribu des Bambuseae (famille des Poaceae, sous-famille des Bambusoideae), originaire d'Asie, qui comprend 10 genres.

## Liste des genres
Selon Soreng et al. (2014) :
- Cephalostachyum
- Davidsea
- Dendrochloa
- Melocanna
- Neohouzeaua
- Ochlandra
- Pseudostachyum
- Schizostachyum (y incl. Leptocanna)
- Stapletonia
- Teinostachyum